# Iberg-Skilift

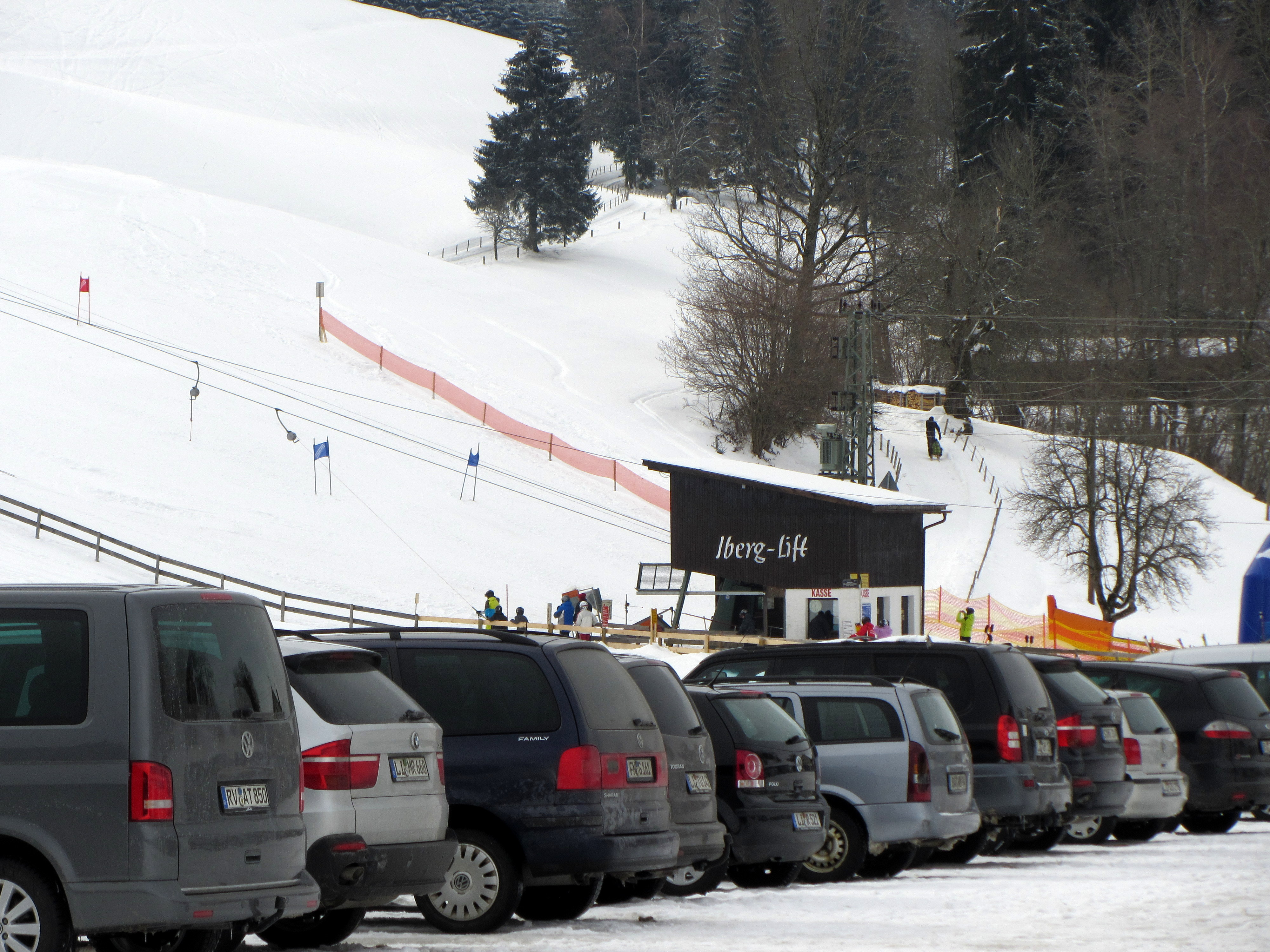
Iberg-Skilift, Talstation, 2012

Iberg-Skilift ist der Name zweier Skilifte am Iberg in Riedholz auf der Gemarkung der Gemeinde Maierhöfen (Westallgäu) im bayerischen Landkreis Lindau. Der längere der beiden Lifte war 1960 der erste Schlepplift in Oberschwaben. In dem kleinen Skigebiet mit drei Skiliften und fünf Skipisten führten viele Schulen der Region ihre Ski-Tage durch.

## Geographische Lage
Die Iberg-Skilifte befinden sich am Nordnordwesthang des Ibergs (ca. 960 m ü. NN), der südöstlich des Dorfs Riedholz (zu Maierhöfen) liegt. Der Kernort befindet sich rund 2 Kilometer nordnordöstlich der Talstation und die württembergische Stadt Isny etwa 6,5 Kilometer (jeweils Luftlinie) nördlich.

## Geschichte
Schon 1949 befand sich auf dem Gelände der heutigen Lifte ein sogenannter Schlittenlift, der aufgrund von Einwänden des Technischen Überwachungsvereins nach zehnjähriger Laufzeit eingestellt werden musste. Franz Immler, Besitzer des Isnyer Milchwerks und sein Architekt Paul Sauter initiierten gemeinsam mit der Landwirtsfamilie Prinz den Bau eines damals neuartigen Schleppliftes, der am 30. Januar 1960 eingeweiht wurde. Neben dem Skilift befand sich eine Skisprungschanze, die bereits 1926 erbaut wurde.

### Schließungsbedrohung aufgrund Schneemangels
Im Frühjahr 2023 wurde von der Betreiberfamilie das Ende der Skilifte bekannt gegeben. Aufgrund des Schneemangels in den Vorjahren, bedingt durch zu warme Temperaturen oder zu geringen Niederschlags, sanken die Betriebstage stetig. So gab es in den letzten vier Saisonen nur die Saison 2020/2021, in der Betriebstage möglich waren, die aber mit 21 Tagen weit unter dem Durchschnitt der vorangegangenen Saisonen lag. Zusätzlich kamen in dieser Saison die Auswirkungen durch die Corona-Pandemie hinzu. Nach Betriebseinstellungen zahlreicher Skilifte in der Umgebung in den vorherigen Jahren, galten die Iberg-Skilifte als letztes großes Skigebiet in der Region Westallgäu. Daraufhin gründete sich ein Verein, der den Betrieb der Skilifte weiterführen will.

## Skigebiet

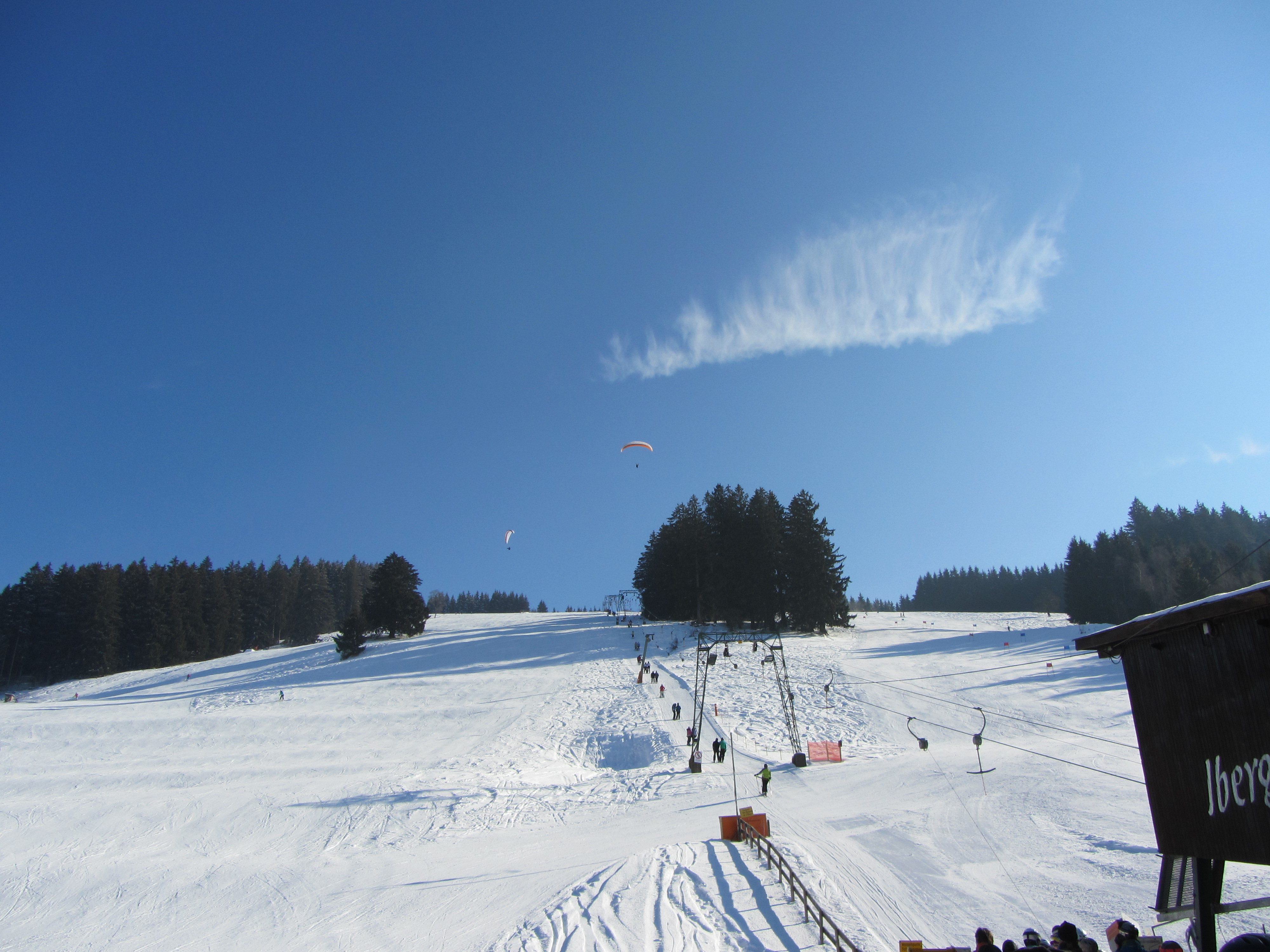
Iberg-Skilift mit Gleitschirmfliegern, 2012

Die Anlage bedienten mit zwei Schleppliften der Firma Doppelmayr fünf Abfahrtshänge:
Der Lift I (Großer Lift) ist etwa 700 m lang und überwindet rund 220 m Höhenunterschied bis zur Bergstation auf zirka 960 m ü. NN. Von dort ist es möglich, auf drei Abfahrten, dem Schanzenhang, dem Steilhang und einer Rennstrecke mit Übergang zum Kleinen Lift, die Talstation zu erreichen.
Der Lift II (Kleiner Lift) ist etwa 291 m lang und überwindet etwa 72 m Höhenunterschied bis zur Bergstation auf 822 m ü. NN. Von dort kann man über den Übungshang oder den Übungshang Waldabfahrt die Talstation erreichen.
An der Talstation befinden sich das Iberg-Stüble.